# Сетевое оборудование
Сетево́е (телекоммуникацио́нное) обору́дование — устройства, необходимые для работы компьютерной сети, например: маршрутизатор, коммутатор, концентратор, коммутационная панель и др. Можно выделить активное и пассивное сетевое оборудование.

## Активное сетевое оборудование
В соответствии с ГОСТ Р 51513-99, активное оборудование — это оборудование, содержащее электронные схемы, получающее питание от электрической сети или других источников питания (батарейки, аккумулятора, солнечной панели, генератора и т. д.) и выполняющее функции преобразования, усиления сигналов и иные. Это означает способность такого оборудования обрабатывать сигнал по специальным алгоритмам. В сетях происходит пакетная передача данных, каждый пакет данных содержит также техническую информацию: сведения о его источнике, цели, целостности информации и другие, позволяющие доставить пакет по назначению. Активное сетевое оборудование не только улавливает и передает сигнал, но и обрабатывает эту техническую информацию, перенаправляя и распределяя поступающие потоки в соответствии со встроенными в память устройства алгоритмами. Эта «интеллектуальная» особенность, наряду с питанием от сети, является признаком активного оборудования.
Например, в состав активного оборудования включаются следующие типы устройств:
- сетевой адаптер — плата, которая устанавливается в компьютер и обеспечивает его подсоединение к локальной вычислительной сети (далее — ЛВС);
- концентратор (хаб)
- коммутатор (свитч) (многопортовый мост) — устройство с несколькими (4-32) портами, обычно используемое для объединения нескольких рабочих групп ЛВС;
- маршрутизатор (роутер) — используется для объединения нескольких рабочих групп ЛВС, позволяет осуществлять фильтрацию сетевого трафика, разбирая сетевые (IP) адреса;
- ретранслятор — используется для создания усовершенствованной беспроводной сети с большей площадью покрытия и представляет собой альтернативу проводной сети. По умолчанию устройство работает в режиме усиления сигнала и выступает в роли ретрансляционной станции, которая улавливает радиосигнал от базового маршрутизатора сети или точки доступа и передает его на ранее недоступные участки.
- медиаконвертер — устройство, как правило, с двумя портами, обычно используемое для преобразования среды передачи данных (коаксиал-витая пара, витая пара-оптоволокно);
- сетевой трансивер — устройство, как правило, с двумя портами, обычно используемое для преобразования интерфейса передачи данных (RS232-V35, AUI-UTP).

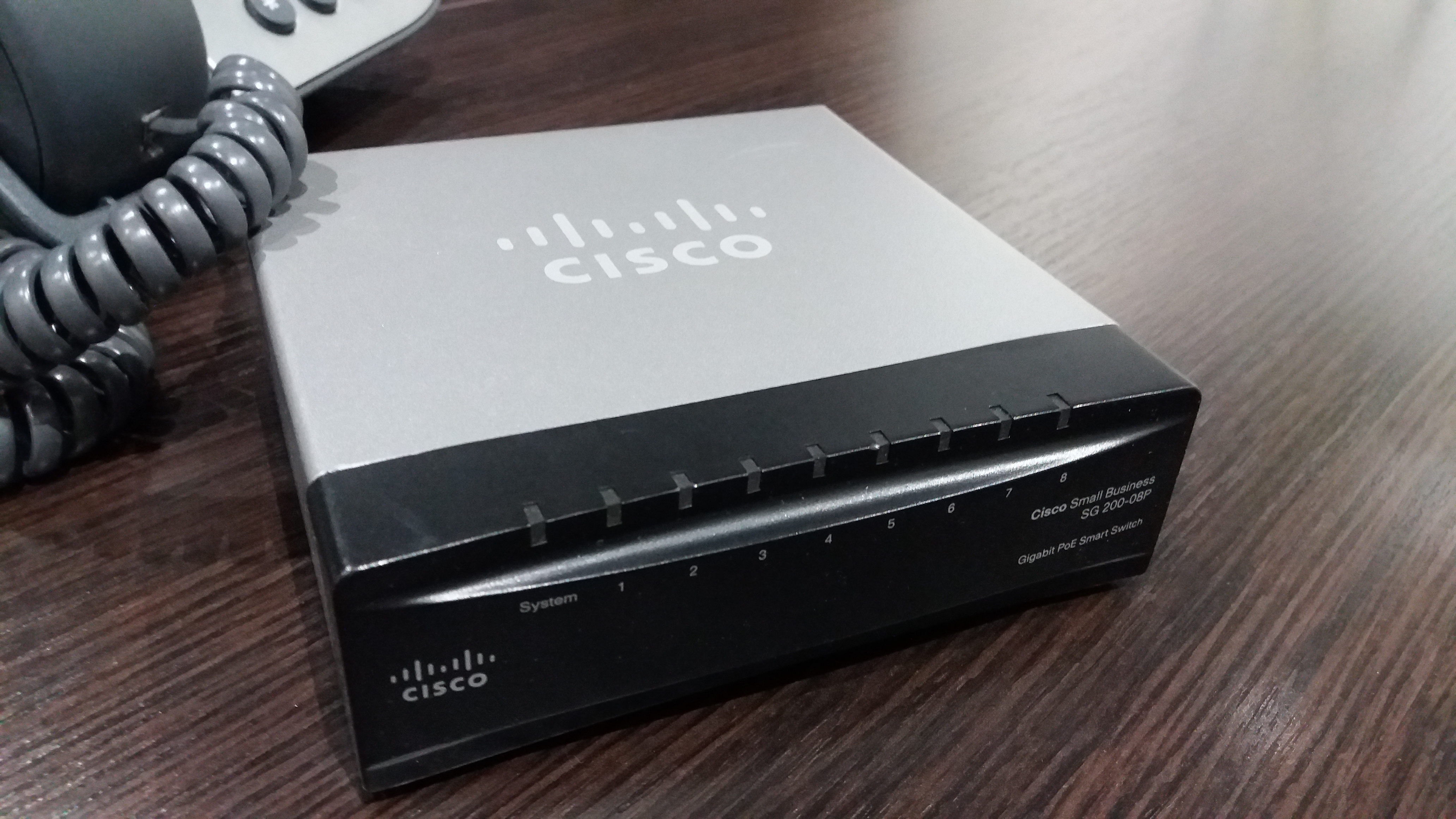
Сетевой концентратор Cisco с  поддержкой PoE

## Пассивное сетевое оборудование
ГОСТ Р 51513-99 определяет пассивное сетевое оборудование как оборудование, не получающее питание от электрической сети или других источников питания (батарейка, аккумулятор, солнечная панель, генератор, др) и выполняющее функции распределения или снижения уровня сигналов. Например, кабельная система: кабель (коаксиальный и витая пара), вилка/розетка (RG58, RJ45, RJ11, GG45), коммутационная панель, симметрирующие устройство, преобразующие электрический сигнал из симметричного в несимметричный и наоборот (балун) для коаксиальных кабелей (RG-58) и т. д. Также, к пассивному оборудованию иногда относят оборудование трассы для кабелей: кабельные лотки, монтажные шкафы и стойки, телекоммуникационные шкафы.